# Guido Gin Koster
Guido Gin Koster (* 1962 in Trier) ist ein deutscher Schriftsteller.
Aufgewachsen in Luxemburg, Frankreich und Deutschland, studierte er Romanistik, Geschichte sowie Orgel und Komposition. Guido Gin Koster arbeitet als Regie- und Intendanzassistent an den Städtischen Bühnen Trier und am Württembergischen Staatstheater in Stuttgart. Seit 1988 schreibt er Theaterstücke, Hörspiele und Funkerzählungen.
1996 erhielt Guido Gin Koster den „Kleist Theaterpreis für Junge Dramatiker“. Im März 2005 wurde sein Stück Quel beau voyage oder Was für eine schöne Reise in der Inszenierung von Corinne Frottier (NDR) zum Hörspiel des Monats gewählt.

## Hörspiele
- 1993: Im Viertel des Mondes – Regie: Karlheinz Liefers (Hörspiel – DS-Kultur/SFB)
- 2018: Eingreifen, bevor die Nacht kommt – Regie: Ulrich Lampen (SWR 2018)

| Personendaten    | Personendaten            |
| ---------------- | ------------------------ |
| NAME             | Koster, Guido Gin        |
| KURZBESCHREIBUNG | deutscher Schriftsteller |
| GEBURTSDATUM     | 1962                     |
| GEBURTSORT       | Trier                    |